# الماحي سليمان
ولد الماحي محمد سليمان، في ولاية نهر النيل ،بمنطقة جبل أم علي، في شمال السودان ، في 28 فبراير 1959.

## النشأة والميلاد
هو متزوج وأب لوالدين وبنتين، وأنتقل مع أسرته إلي مدينة سنار وترعرع بها ودرسة مراحلها التعليمية بين ولايتي نهر النيل ولاية سنار وقيادي في قوى الثورة "قوي الحرية التغيير" التي أسقاط نظام الرئيس السابق عمر البشير بعد الاحتجاجات الشعبية التي بدأت في 13 ديسمبر في مدنية الدمازين وعضو لجنة الترشيحات ممثل لقوى نداء السودان انضمام لحزب المؤتمر السوداني بعد تخرجه من الجامعة وجه الماحي مضايقات من قبل الأجهزة الأمنية وتم أعتقاله مئات المرات، عمل الماحي أستاذ في الفيزياء والرياضيات مدرسة سنار الجديدة، ومدرسة سنار القديمة، ومدرسة ابوبكر الصديق الثانوية، ومؤسس معهد الماحي للغات بمدنية سنار وكما عمل محاضر في جامعة بحري ، وجامعة السودان المفتوحة.

## المراحل التعلمية
- مدرسة جبل ام علي الأبتدائي بنين
- مدرسة سنار الثانوي العامة
- مدرسة سنار الثانوية العليا بنين[3]
- جامعة المنوفية -كلية الزراعة -قسم الأقتصاد الزراعي -مصر
- جامعة بحري -كلية الدراسات العليا

## المؤهلات العلمية
- البكاريوس أقتصاد زراعي
- الدبلوم العالي في العلوم التربوية
- الماجسيتر الأقتصاديات التعلمية

## العمل العام
دخل الماحي سليمان المجال العام منذ أن كان طالبا في جامعة وتقلد عدد من المواقع منها:
- نأئب رئيس اتحاد الطلاب السودانيين -لجامعة المنوفية[4] -مصر 1984-1985م
- عضو اللجنة التنفيذية لأسرة الوادي بكلية الزرارعة- المنوفية 1983-1984م
- رئيس اللجنة الشعبية لخدمات حي المزاد سنار مربع 7 منذ 1996- 2018
- رئيس نادي حي المزاد الرياضي الأجتماعي الثقافي من العام 2017-2018م
- رئيس حزب المؤتمر السوداني لدوراتين
- نائب الأمين السياسي الحالي للحزب المؤتمر السوداني[5]